# 69275 Wiesenthal
69275 Wiesenthal è un asteroide della fascia principale. Scoperto nel 1989, presenta un'orbita caratterizzata da un semiasse maggiore pari a 2,7999952 UA e da un'eccentricità di 0,2364207, inclinata di 8,73301° rispetto all'eclittica.
L'asteroide è dedicato allo scrittore austriaco Simon Wiesenthal.